# Sonkovský rajón
Sonkovský rajón (rusky Сонковский район) je jeden z rajónů Tverské oblasti v Rusku. Jeho administrativním centrem je sídlo městského typu Sonkovo. V roce 2010 zde žilo 8 875 obyvatel.

## Geografie
Rajón leží na východě Tverské oblasti u hranic s Jaroslavskou oblastí. Jeho rozloha je 970 km² a je druhým nejmenším rajónem Tverské oblasti. Skládá se z 8 samosprávných obecních obvodů, z toho je jeden městský a 7 vesnických.
Sousední rajóny:
- sever – Krasnocholmský rajón
- východ – Nekouzský rajón (Jaroslavská oblast)
- jih – Kesovogorský rajón
- západ – Bežecký rajón